# حزب سوسیالیست (انگلستان و ولز)
حزب سوسیالیست (ویلزی: Plaid Sosialaidd Cymru در ولز) یک حزب سیاسی تروتسکیست در انگلستان و ولز است. این گروه در سال ۱۹۹۷ تأسیس شده بود و از سال ۱۹۶۴ تا ۱۹۹۱ یک ستیزه‌جوی در حزب کارگر بود، که از سال ۱۹۹۱ تا ۱۹۹۷ به کارگر مبارز تبدیل شد.

## تاریخچه
حزب سوسیالیست که قبلاً مبارز گروه در حزب کارگر در اطراف روزنامه نظامی بود. روزنامه مبارز را در سال ۱۹۶۴ تأسیس شد و «صدای مارکسیست کار، جوانان» نامیده شد. در ۱۹۶۴_۱۹۸۰ طرفداران ستیزه‌جویان، دیو نلیست، پت وال و تری فیلدز به ۱۹۸۰ نمایندگان حزب کارگر ب مجلس عوام، انتخاب شدند. در سال ۱۹۸۲، حزب کارگر منطقه لیورپول سیاست‌های ستیزه‌جویان برای شورای شهر لیورپول را در نبرد با کاهش کمکهای مالی از طرف دولت اتخاذ کرد و با دولت محافظه کار درگیر شد.
در سالهای ۱۹۸۹–۱۹۹۰، ستیزه‌جویان فدراسیون مالیات ضد نظرسجی تمام انگلیس را رهبری کردند، که یک کمپین عدم پرداخت علیه مالیات نظرسنجی را سازمان داد. تری فیلدز به دلیل امتناع از پرداخت مالیات نظرسنجی به زندان افتاد و به دلیل سرپیچی از قانون از حزب کارگر اخراج شد. حزب کارگر پیشتر ستیزه‌جویان را مغایر با اساسنامه حزب به دلیل فعالیت به عنوان یک گروه ورود گناهکار شناخته بود.
در سال ۱۹۹۱، در داخل ستیزه‌جویان بحث در مورد ادامه کار در حزب کارگر وجود داشت، مبنی بر اینکه آیا آنها می‌توانند به‌طور م stillثر در حزب پس از اخراج‌ها فعالیت کنند یا خیر. کمپین مالیات نظرسنجی همچنین حاکی از آن است که بیشتر از حزب حزب کارگر می‌توان به عنوان یک سازمان علنی کسب کرد. در یک کنفرانس ویژه، ۹۳٪ نمایندگان به چرخش آزاد رأی دادند. اقلیت در اطراف تد گرانت از هم جدا شدند و درخواست سوسیالیست در حزب کارگر را تشکیل دادند.
فعالیت به عنوان «یک مهمانی آزاد» ابتدا در اسکاتلند با کارگران ستیزه‌جو اسکاتلندی انجام شد و تامی شریدان را برای انتخاب از سلول زندان خود ایستاد. این گروه پس از خروج از حزب کارگر در سال ۱۹۹۱ به کارگری ستیزه‌جویی تبدیل شد. ژورنال Militant International Review، که در سال ۱۹۶۹ تأسیس شد، به یک نشریه ماهانه تبدیل شد و در سال ۱۹۹۵ به سوسیالیسم امروز تغییر نام داد. در سال ۱۹۹۷، کارگران ستیزه‌جویی نام خود را به حزب سوسیالیست تغییر دادند و روزنامه مبارز به عنوان سوسیالیست تغییر نام یافت.
در سال ۲۰۱۸، حزب سوسیالیست در مخالفت با بخشهای ایرلندی و سایر بخشها، فراکسیونی در کمیته بین‌المللی کارگران (CWI) ایجاد کرد. در ۲۱ ژوئیه ۲۰۱۹، یک کنگره ویژه حزب سوسیالیست با رأی ۱۷۳ رأی موافق در برابر ۳۵ رأی موافق، به حمایت از کنفرانس بین‌المللی فراکسیون که از ۲۲ تا ۲۵ ژوئیه در لندن برگزار می‌شود، و حمایت از همه تلاش‌ها برای اطمینان از ادامه یک بین‌الملل انقلابی اصولی. در نتیجه، ۱۳۰ عضو SP برای تشکیل سوسیالیست جایگزین ترک شدند.

## دیدگاه‌های سیاسی

### حداقل دستمزد ۱۰ پوند در ساعت
دستیابی به دستمزد بالاتر برای کارگران هدف اصلی سیاست حزب سوسیالیست است. در سال ۲۰۱۴، ۱۷ عنوان اصلی صفحه سوسیالیست بر دستمزدها تمرکز داشت.
در ۱۶ ژوئیه ۲۰۱۴، عنوان نخست سوسیالیست عنوان کرد «حداقل دستمزد را بالا ببرید: ۱۰ پوند اکنون». صفحه اول به نقل از دبیرکل اتحادیه کارگران نانوایی، غذا و متحدین، رونی دراپر، خواستار «حداقل دستمزد ۱۰ پوند اکنون» است. درخواست برای حداقل ۱۰ ساعت پوند در ساعت، که در صفحه اول با نقل قول دوم توضیح داده شده‌است، از "پیروزی تاریخی حداقل ۱۵ دلار دستمزد در سیاتل " الهام گرفته شده‌است. در ۲۴ سپتامبر ۲۰۱۴، در صفحه اول، شعار "ما اکنون ۱۰ ساعت پوند نیاز داریم!"، اظهار داشت: "در نتیجه یک حرکت اتحادیه نانوایان، کنگره اتحادیه معاملات (TUC) تقاضای ۱۰ پوندی را در کنفرانس اخیر ".

### بیکاری و جوانی
در سال ۲۰۱۱، حزب سوسیالیست حمایت برجسته ای از جارو مارچ برای مشاغل انجام داد، یک راهپیمایی ۳۳۰ مایلی از جارو در جنوب تینساید به لندن برای برجسته کردن بیکاری جوانان، با حمایت چندین نماینده مجلس، هشت اتحادیه کارگری و روزنامه Daily Mirror. کوین مگوایر، سردبیر سردبیر روزنامه دیلی میرور، در پی راه اندازی دیو نلیست، مشاور کاونتری حزب سوسیالیست، در راهپیمایی راه اندازی جارو سخنرانی کرد، همان‌طور که در تعدادی از فیلم‌های حزب سوسیالیست در مورد این رویداد نشان داده شده‌است. راهپیمایی جارو در رویداد آخر هفته "سوسیالیسم ۲۰۱۱" حزب سوسیالیست در نوامبر ۲۰۱۱، که همزمان با ورود راهپیمایان به لندن بود، برجسته بود.

#### مبارزه جوانان برای شغل
اولین شماره حزب سوسیالیست در سال ۲۰۱۰، با عنوان «خشم علیه بیکاری» و نوشته شده توسط سازمان ملی مبارزه برای مشاغل جوانان شان فیگ، که در راهپیمایی جارو برای مشاغل شرکت کرد، استدلال می‌کند که جوانان احتمالاً از «زخم‌های روانی دائمی» رنج می‌برند بیکاری. فیگ خواستار حق داشتن "شغل مناسب برای همه"، با "دستمزد زندگی" حداقل ۸ پوند در ساعت و پایان هزینه‌های دانشگاه است. فیگ با بیان اینکه "سیاستمداران سرمایه دار" ادعا می‌کنند هزینه "خیلی زیاد" است، می‌خواهد دولت "همانطور که بانک‌ها را در اختیار دارد" "جوانان را نجات دهد".

#### دانشجویان سوسیالیست
اتحادیه ملی دانشجویان NEC در اعتصاب ۲۰۱۴ در ۳ دسامبر در آموزش عالی و بیشتر در نتیجه حرکت اضطراری تصویب شده توسط NUS NEC، که توسط حزب سوسیالیست منتقل شد، «به همبستگی کامل با کارگران اقدام به اعتصاب» رای داد؛ و دانشجویان سوسیالیست عضو NUS NEC، ادموند شلوئسل.

### محیط
دیو نلیست، مشاور سابق حزب سوسیالیست، با استناد به گزارش سازمان ملل، تغییرات آب و هوایی را «نتیجه یک شکست عظیم بازار» می‌داند. وی تقصیر تغییر اقلیم را به گردن «تجارت بزرگ» می‌اندازد. در یک موضوع از سوسیالیست با عنوان "تغییر آب و هوا: 'شکست غول پیکر '" حزب سوسیالیست خواستار "ایجاد شغل سبز»، این پیشنهاد است که کارگران ساختمانی بیکار می‌شود برای ساخت "مسکن جدید و مقرون به صرفه، عایق خواص موجود و نصب خورشیدی به کار پانلها ". همچنین پیشنهاد می‌شود صنعت خودرو برای تولید وسایل نقلیه با گازهای گلخانه ای کمتر مورد استفاده قرار گیرد و "سرمایه گذاری گسترده در منابع انرژی تجدید پذیر و پایدار" با "حذف انگیزه سود " را می‌طلبد.

### جنگ و تروریسم

برخی از اعضای حزب سوسیالیست در CWI (اکنون ISA) در تظاهرات ضد G8 در ادینبورگ

حزب سوسیالیست با مداخلات نظامی دولت انگلیس در سراسر جهان مانند جنگ در افغانستان و عراق مخالف است و خواستار عقب‌نشینی نیروها است. همچنین با تروریسم و هم با جنگ با تروریسم مخالف است. به عنوان بخشی از کمیته بین‌المللی کارگران، به اعتراضات علیه جلسات گروه هشت (G8) پیوست.